# Andina de Televisión
Andina de Televisión (ATV) ist ein peruanischer Fernsehsender, der zur Mediengruppe Grupo ATV gehört, die wiederum Teil des lateinamerikanischen Mediennetzwerks Albavisión von Remigio Angel González ist.

## Sendungen

### Derzeit ausgestrahlte Sendungen
- ATV Noticias (Nachrichten)
  - ATV Noticias al día
  - ATV Noticias Fin de Semana
- Chollyshow
- Combate
- De película
- Día D
- El Deportivo
- Fábrica de sueños
- Historias secretas
- Hola a todos
- Joia Rara (Telenovela)
- Reina de Corazones (Telenovela)
- El señor de los cielos (Telenovela)
- Lo que callamos las mujeres (Telenovela)
- Combate (Reality-Show)

### Ehemalige Sendungen
- El cártel del humor
- Avenida Peru (Telenovela)
- Peru's Next Top Model (Reality-Show)
- Atrapa el millón (Spielshow)
- Mujeres arriba
- El cártel del humor
- Los Cincorregibles
- Caiga quien caiga
- Magaly TeVe
- Cielo Rojo (Telenovela)
- Em Família (Telenovela)
- Los Miserables (Telenovela)
- Viver a Vida (Telenovela)
- Emperatriz (Telenovela)
- A corazón abierto (Telenovela)
- Avenida Brasil (Telenovela)
- Salve Jorge (Telenovela)
- Amor à Vida (Telenovela)
- Senhora do Destino (Telenovela)
- Laços de Família (Telenovela)
- A Vida da Gente (Telenovela)
- Prófugas del destino (Telenovela)
- Fina Estampa (Telenovela)
- A Vida da Gente (Telenovela)
- Corazón valiente (Telenovela)
- Duas Caras (Telenovela)
- Páginas da Vida (Telenovela)
- Ana Cristina (Telenovela)
- Corazón de fuego (Telenovela)
- Un amor indomable (Telenovela)
- Los de arriba y los de abajo (Telenovela)
- Chocolate com Pimenta (Telenovela)
- O Clone (Telenovela)